# Sant Martí del Balust
Sant Martí del Balust, o del Mas del Balust és l'església romànica del poble, actualment desaparegut, del Mas del Balust, del terme municipal de Salàs de Pallars, a la comarca del Pallars Jussà.